# Hollywood North

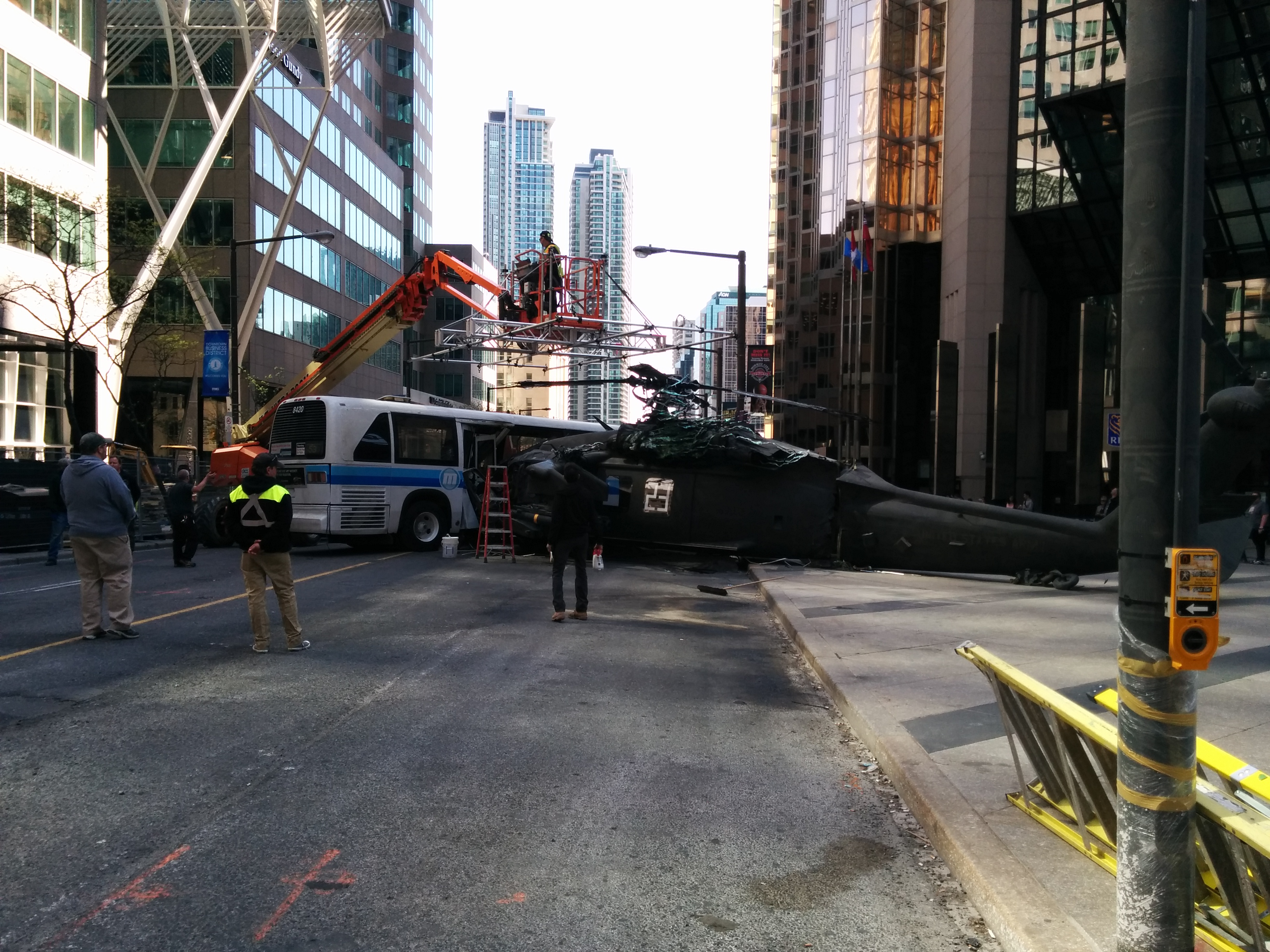
Förberedelse för inspelning av Suicide Squad på Bay Street i centrala Toronto, 23 maj 2015.

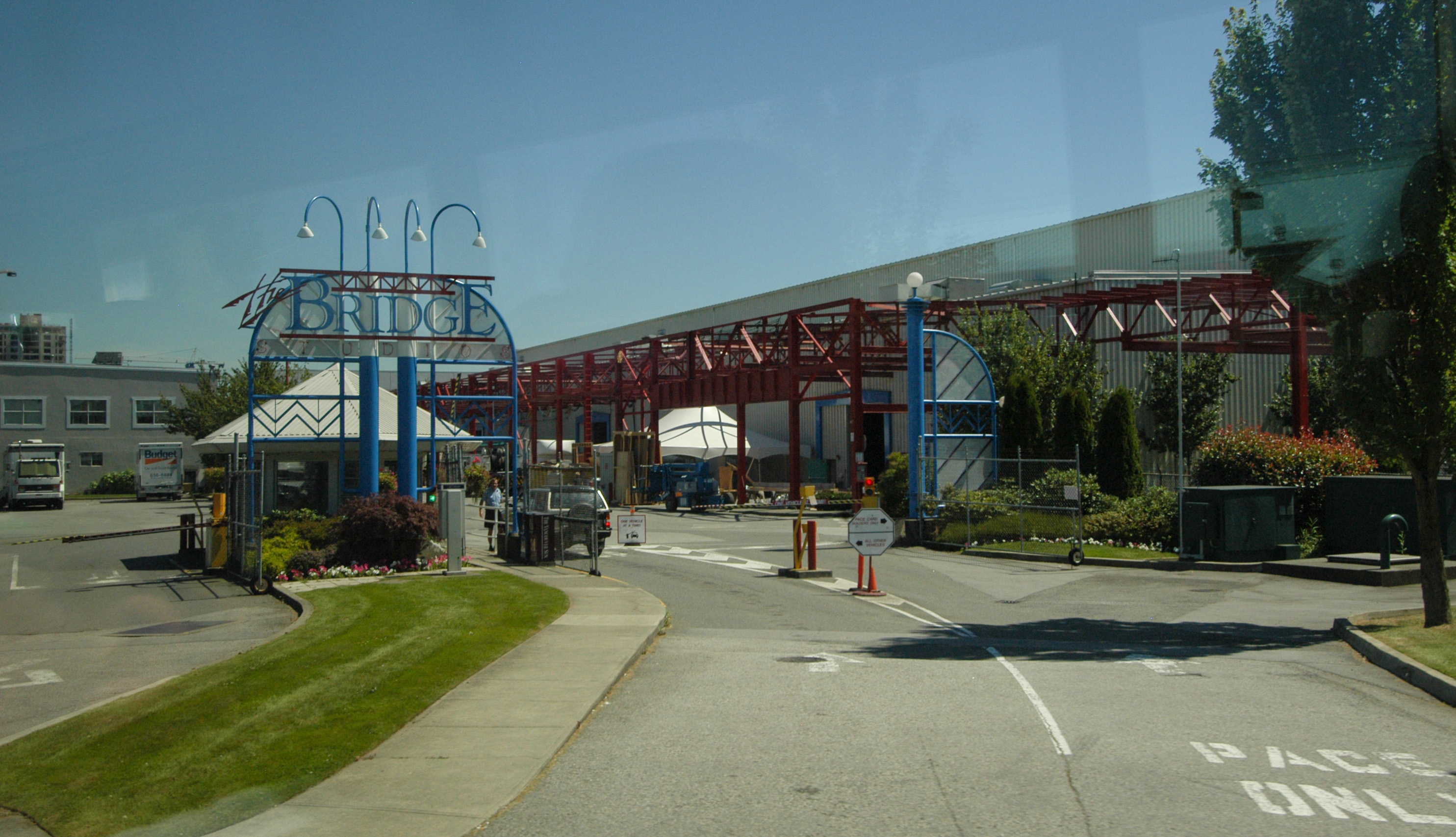
Bridge Studios i Vancouverförorten Burnaby är en av flera produktionsanläggningar i Metro Vancouver Regional District.

Hollywood North är ett uttryck som används för att beskriva fenomenet med utlandsfinansierad film och TV-produktion, främst från USA, som helt eller delvis utförs i Kanada. Rent formellt så benämns "Hollywood" produktioner som spelas in i Kanada som service production.
Begreppet Hollywood North används även enskilt om de två största orterna och storstadsområdena dit merparten av engelskspråkig film och TV-produktion är koncentrerad, dvs till Toronto i Ontario och Vancouver i British Columbia.

## Bakgrund
Andelen med USA-finansierade produktioner har ökat sedan 1988 års frihandelsavtal (Canada–United States Free Trade Agreement) ratificerades mellan de båda länderna. Både den federala regeringen i Kanada liksom provinsstyrena har erbjudit en kombination av skattelättnader, skatterabatter och andra finansiella incitament, liksom investeringar av infrastruktur i form av inspelningsanläggningar. Andra komparativa fördelar med produktion i Kanada har varit en fördelaktig växelkurs för kanadensisk dollar gentemot amerikansk dollar liksom lägre löner. Till skillnad från det amerikanska skådespelarfacket SAG-AFTRA så kan producenten i förväg köpa ut medlemmar av det kanadensiska skådespelarfacken ACTRA och/eller UBCP från royaltyersättning.
Under 2001 beräknades det att det var cirka 25 procent mer kostnadseffektivt att filma i Kanada jämfört med i Kalifornien.
Från amerikanskt filmfackligt håll har fenomenet beskrivits nedsättande som runaway productions (produktioner på rymmen) och utvecklingen accelererade under 1990-talet. Mer fördelaktiga villkor med olika former av subventioner i Kanada har inneburit att produktionen av film och TV minskat i Los Angeles och att en strikt laissez-faire hållning inte längre där ses som självklar.
Under 2019 stod utlandsfinansierade produktioner i Kanada för investeringar på 4,86 miljarder kanadensiska dollar och av dessa stod de i British Columbia på 2,81 miljarder och i Ontario för 2,16 miljarder.

### British Columbia/Vancouver
Provinsstyret i British Columbia grundande 1978 en filmkommission som syftade till att underlätta för produktion av film och TV i provinsen. Det var dock under senare hälften av 1980-talet som det stora genombrottet kom med den andra säsongen av MacGyver förlades till Vancouver. Snart därefter etablerade den amerikanske TV-producenten Stephen J. Cannell en studio för inspelningen av 21 Jump Street för Fox.
Under 1990-talet filmades de första 5 säsongerna av Arkiv X i Vancouver, vilket gjorde staden sammankopplad med science fiction-genren, en association som förstärktes av två andra decennielånga serier: Stargate SG-1 (samt dess spinoff-serier Stargate Atlantis och Stargate Universe), Smallville samt Supernatural.